# Lenguas del interior de Malakula
Las lenguas del interior de Malakula son un subgrupo de las lenguas del norte y centro de Vanuatu. Agrupa a doce idiomas hablado en el interior de la isla de Malakula en Vanuatu.

## Clasificación
- Idioma labo
- Lenguas malekula central
  - Idioma big nambas
  - Idioma lingarak
  - Idioma larevat
  - Idioma litzlitz
  - Idioma maragus
  - Idioma nasarian
  - Idioma katbol
  - idioma vinmavis
- Lenguas nambas menores
  - Lenguas dixon reef
  - Lenguas letemboi
  - Lenguas repanbitip

## Comparación léxica
Los numerales del 1 al 10 en diferentes lenguas del interior de Malakuka son:
| GLOSA | Labo (Ninde) | Centro de Malakula | Centro de Malakula | Centro de Malakula | Centro de Malakula | Centro de Malakula | Centro de Malakula | Centro de Malakula  | Centro de Malakula | PROTO- MALAKULA INTERIOR |
| GLOSA | Labo (Ninde) | Maragus            | Nambas             | Nati               | Nese               | Vinmavis (Neve'ei) | Katbol (Avava)     | Lingarak (Neverver) | Litzlitz (Naman)   | PROTO- MALAKULA INTERIOR |
| ----- | ------------ | ------------------ | ------------------ | ------------------ | ------------------ | ------------------ | ------------------ | ------------------- | ------------------ | ------------------------ |
| 1     | sei          | simək / isig       | i-s̥t               | i-siʔ              | saxal              | sefax              | sapm               | i-sxam              | saβax              | *sa-                     |
| 2     | xowo         | i-ru               | iru                | i-ru               | ru                 | i-ru               | i-ru               | i-ru                | i-ru               | *i-ru                    |
| 3     | i-tl         | i-təl              | i-tl̥               | i-tyl              | til                | i-tl               | i-tl               | i-tl                | i-tl               | *i-təl                   |
| 4     | i-βes        | i-βɛs              | i-ð̼a               | i-vøs              | β̼at                | i-fah              | i-βat              | i-βas               | i-βes              | *i-βat                   |
| 5     | se-lme       | il-əm              | i-l̥n̼               | i-lim              | linɛ               | i-lim              | i-lim              | i-lim               | i-ləm              | *i-lim                   |
| 6     | tumu-sei     | ləmʧis             | i-l̥n̼sɛi            | seu-siʔ            | xon                | nʧou               | sout               | iⁿʤo-s              | nsous              | *X+1                     |
| 7     | tumano-xʷo   | ʧi-ru              | i-saru             | seu-ru             | xondit             | nʧu-ru             | sou-ru             | iⁿʤo-ru             | nsu-ru             | *X+2                     |
| 8     | tumana-tl    | ʧi-təl             | i-satl̥             | seu-tyl            | xoal               | nʧu-tl             | se-tl              | iⁿʤo-tl             | nsu-təl            | *X+3                     |
| 9     | tume-βes     | ʧɛ-βɛt             | i-saβɛt            | seu-vei            | xesβɛ              | nʧa-fah            | sa-βat             | iⁿʤo-βas            | nso-βəs            | *X+4                     |
| 10    | daŋal        | isŋɛl              | s̥nal               | laŋavøl            | saŋaβ̼ɪl            | fuŋafil            | laŋal              | naŋaβul             | saŋaβəl            | *saŋaβol                 |